# Fascia ilíaca
Se llama fascia ilíaca a una fascia que nace del tendón del psoas menor o de la cara anterior del psoas mayor cuando no existe el pequeño. 
Por su borde externo está fijada a la lámina interna de la cresta ilíaca, abajo y adelante se une de una parte al ligamento de Falopio y a la fascia transversal y por otra se continúa con la hojilla de la fascia lata que forma la pared posterior de la arcada crural; por delante y detrás se inserta al estrecho superior del bacinete.